# Lupinus otto-kuntzeanus
Lupinus otto-kuntzeanus är en ärtväxtart som beskrevs av Charles Piper Smith. Lupinus otto-kuntzeanus ingår i släktet lupiner, och familjen ärtväxter. Inga underarter finns listade i Catalogue of Life.